# Яблоко — Объединённые демократы
Яблоко — Объединённые демократы — политический альянс, ситуационное избирательное объединение либеральных центристских партий России для участия в выборах в органы законодательной власти Российской Федерации во главе РОДП «Яблоко».
С 2021 года руководствуется принципами коалиционной политики партии Яблоко, принятый XVII Съездом.

## История

### 2000-е годы
В рамках формирования политической партии, и дрейования от избирательного блока и общественной организации к полноценной партии, Яблоко постепенно поглащала мелкие либеральные и социально-либеральные партии, особенно региональные объединения, появились первые высказывания в пользу объединения партий «Яблоко» и «Союз Правых Сил» в одну единую партию. Так, к первым объединительным действиям, подтолкнул парламентский кризис 2000 года, где впервые за новую историю России, было отвергнуто т.н. «пакетное соглашение», в рамках которых комитеты ГД формировались пропорционально местам партий в Думе, а каждая фракция обладала лидерством в одной из них. После того, как либеральные силы в лице Яблока и СПС не получили комитетские места, 19 апреля 2000 года был сформирован Координационный совет фракций СПС и Яблока, намереваясь совместными силами работать над законопроектами и внесениями в них поправок. Так, уже 21 июня Владимир Лукин от Яблока и Ирина Хакамада от СПС подписали соглашение «О мерах по объединению», намереваясь объединить партию в будущем. На восьмом съезде Яблока выступали представители от СПС. На выборы в Госдуму 2003 года обе пошли самостоятельно, так-как объединение не было завершено до формализации Яблока как партии, и обе проиграли, не пройдя 5-процентный барьер. Единственным кандидатом, поддержанный обеими партиями, был одномандатник Владимир Кара-Мурза (мл.), формально шедший от СПС и занявший второе место после единоросса Владимира Груздева.
После долгих переговоров, которые продолжились на фоне поражения на выборах 2003 года, была сформирована коалиция для участия в выборах в Мосгордуму 2005 года, с выдвижением общего списка из 28 человек, в который вошли представители четырёх партий — Яблока, СПС, СЗР и ПСМ. Так, официально, целью объединения называли «перезагрузку демократии» и противодействие построению авторитарного режима, создав давление с целью восстановления политических свобод и независимых СМИ. По итогу, список преодолел 10-процентный барьер и вышел на третье место (11,11 %) с тремя местами в Думе.

### 2010-е годы
В 2015 году на муниципальных и региональных выборах в Новосибирской области партия принимала участие как избирательное объединение «Яблоко — Объединённые демократы». На выборах депутатов Совета депутатов города Новосибирска оно получило 3,03 %; на выборах депутатов Законодательного собрания Новосибирской области — 2,43 %.
На выборах в Краевое законодательное собрание Алтайского края 2016 года, был сформирован блок «Алтайские демократы», который выдвинул единый список в 78 человек, в который вошли представители трёх партий — Яблока, РПР-ПАРНАС и Прогресса.
В 2016 году, был принят «Мемодрандум политической альтернативы» — который излагал принципальные ценности и идеалы партии, и каждый кандидат от партии должен был обязан подписать и поддержать меморандум. Помимо этого, Яблоко попыталась создать широкую демократическую коалицию на выборах 2016 года. Так, в партийный список вошли Владимир Рыжков (ПАРНАС, Гражданская инициатива) и Дмитрий Гудков (бывш. СР), Александр Сокуров, Дмитрий Некрасов, Юлия Галямина (5 декабря), Игорь Драндин (Демократический выбор), Алексей Этманов (федерация профсоюзов), Андрей Заякин (Диссернет), Ирек Муртазин (Новая газета) и другие. Однако, по официальным данным ЦИК, за «Яблоко» проголосовало 1,99 % избирателей (1 млн человек).
В 2017 году, вместе с Максимом Кацем и Дмитрием Гудковым, была сформирована коалиция «Объединенные демократы» на муниципальные выборы Москвы в рамках проекта «Политический Uber», по итогу которой, Яблоко одержала уверенную победу над партией власти, а в некоторых советах и вовсе Единой России не было. Такая же колаиция прошла в Санкт-Петербурге в 2019 году.

## Электоральные результаты
| Выборы                        | Состав коалиции                                                                         | Результаты | Результаты | Результаты  | Результаты | Результаты | Результаты                                                                |
| Выборы                        | Состав коалиции                                                                         | Голосов    | %          | Мест        | ±          | Место      | Отношение к власти                                                        |
| ----------------------------- | --------------------------------------------------------------------------------------- | ---------- | ---------- | ----------- | ---------- | ---------- | ------------------------------------------------------------------------- |
| МГД, 2005                     | - РОДП «Яблоко»; - Союз правых сил; - Партия солдатских матерей; - Союз зелёных России. | 266 295    | 11,11      | 3 из 35     | новая      | 3-е        | Оппозиция                                                                 |
| ЗакСо НСК, 2015               | - РОДП «Яблоко»; - Общественники.                                                       | 15 846     | 2,42       | 0 из 76     | новая      | 5-е        | Оппозиция                                                                 |
| СовДеп НСК, 2015              | - РОДП «Яблоко»; - Общественники.                                                       | 8 546      | 3,03       | 0 из 50     | новая      | 6-е        | Оппозиция                                                                 |
| ГД, 2016                      | - РОДП «Яблоко»; - Демократический выбор; - 5 декабря; - Общественники.                 | 1 051 335  | 1,99       | 0 из 450    | новая      | 6-е        | Оппозиция                                                                 |
| Краевое Алтайское ЗакСо, 2016 | - РОДП «Яблоко»; - ПАРНАС; - «Прогресс».                                                | 23 632     | 3,13       | 0 из 68     | новая      | 5-е        | Оппозиция                                                                 |
| Москва, 2017                  | - РОДП «Яблоко»; - Городские проекты; - Общественники.                                  | N/A        | N/A        | 176 из 1502 | новая      | 2-е        | Относительное большинство в 14 советах Абсолютное большинство в 6 советах |
| Санкт-Петербург, 2019         | - РОДП «Яблоко»; - Городские проекты; - Общественники.                                  | N/A        | N/A        | 86 из 1560  | новая      | 4-е        | Относительное большинство в 5 советах Абсолютное большинство в 2 советах  |